# Erzjanska Wikipedija
Erzjanska Wikipedia (erzjansko Википедиясь) je različica Wikipedije v erzjanjskem jeziku, brezplačne spletne enciklopedije v lasti Fundacije Wikimedia. Delovati je začela 26. maja 2008. Ta Wikipedija ima 4 administratorje, 14.021 registriranih uporabnikov in 20 aktivnih uporabnikov.

## Zgodovina
Projekt je začel izvajati julija 2007 Andrej Surikov, član Ruske Wikipedije iz Moskve. V iniciativni skupini so bili tudi ameriški lingvist Jack Ruther, ki poučuje erzijščino na Finskem, Andrej Petrov, novinar iz Sankt Peterburga, in Mihail Stepčenko, programski inženir iz Uljanovsks.
19. februarja 2008 je jezikovna komisija Wikipedije prepoznala »Wikipedijo v erzjanskem jeziku« kot uspešen projekt, s čimer je potrdila njeno pripravljenost in usklajenost z določenimi zahtevami. Nato so strokovnjaki štiri mesece delali na pripravi platforme za prenos podatkov iz inkubatorja, preverjanju verodostojnosti člankov in drugih nalogah. Projekt je bil uradno lansiran 26. maja 2008 na spletnem naslovu myv.wikipedia.org, pri čemer so bile vse strani, ki so bile prej ustvarjene v Wiki inkubatorju, samodejno prenesene. Pomembno je omeniti, da sta bili na isti dan ustvarjeni tudi Wikipediji v mokšanskem in jakutskem jeziku. Za skrbnike prvih šest mesecev so bili izbrani Petrjan AndJu, AndreJ Surikov in Jack Ruther.
16. je dosegel dva tisoč člankov. maja 2015 in 11 oktober 2017 to število se je podvojilo na 4000 člankov. Kasneje, 6. maj 2020 dosegel 6000 člankov.